# Стаљиоцо (Потенца)
Стаљиоцо (итал. Stagliozzo) је насеље у Италији у округу Потенца, региону Базиликата.
Према процени из 2011. у насељу је живело 166 становника. Насеље се налази на надморској висини од 864 м.